# ليون هسندريكس
ليون هسندريكس (بالإنجليزية: Leon Hendrix)‏ هو موسيقي وكاتب أغاني ومغن مؤلف وكاتب وعازف قيثارة أمريكي، ولد في 13 يناير 1948 في سياتل في الولايات المتحدة.

## وصلات خارجية
- الموقع الرسمي